# 卡達姆斯 (內布拉斯加州)
卡達姆斯（英語：Cadams）是位於美國內布拉斯加州納科爾斯縣的非建制地區。

## 歷史
卡達姆斯的郵局於1892年設立，其後於1940年停運。

## 地理
卡達姆斯所處的海拔為高於海平面542米（即1778英呎），而該地所採用的時區為UTC-6，即北美中部时区（CST）。同時該地設有夏令時間，為UTC-6調快一小時，即UTC-5（CDT）。